# Chișinău
Chișinău er Moldovas hovedstad og har 639.000(2019) indbyggere. Byen blev grundlagt i 1436 . Den blev erobret af Tyrkiet i det 16. århundrede. I begyndelsen af 1800-tallet var det en by med blot 7.000 indbyggere. I 1812 blev Chișinău indtaget af Rusland.

## Etymologi
Ifølge nogle historikere kommer navnet fra den gamle rumænske ord chișla ("kilde", "vandkilde") og nouă ("ny"), fordi den blev opbygget omkring en lille kilde. Kilden findes på hjørnet af Pusjkin gaden og Albișoara gaden.
Byens ungarske navn er Kisjenő (kis "lille" + eponymet "Jenő",  udtalt yenə), fra hvilket det rumænske navn stammer.
Chișinău hedder på russisk: Кишинёв (Kisjinjov) og på polsk: Kiszyniów. Det skrives Kișinöv på det latinske Gagauz-alfabet. I 1940-1941 og 1944-1989 blev det også skrevet som Кишинэу med det Moldovanske kyrilliske alfabet. På engelsk er navnet "Kishinev", et navn der er inspireret af byens russiske navn, eftersom ordet kom til engelsk via russisk, da Chișinău var del af det Russiske Kejserrige (pogromen i Kisjinjov). Det rumænske "Chișinău" bruges på skrift.

## Historie
Første gang Chișinău omtales er år 1436, da byen var en del af Fyrstendømmet Moldau. Derefter hørte området i lang tid til det polsk-litauske storrige, en nævneværdig udvikling udeblev, og området forblev indtil det 19. århundrede stort set uforandret kun med bojar- og klosterbebyggelse. I 1818 blev den som Kischinjow administrationsby i Bessarabien.

### Tiden i Sovjetunionen
Fra 1947 til 1949 udviklede arkitekten Alexei Schtschussev med hjælp fra flere arkitektteam en plan for den trinvise genopbygning af byen.
I begyndelsen af 1950'erne steg indbyggertallet hastigt. Mens Stalin sad på magten, voksede boligmanglen hos arbejderne. I begyndelsen af Khrusjtjov-æraen i september 1953 blev der indført spareforanstaltninger i hele Sovjetunionen. Khrusjtjov samlede de ledende arkitekter og bygningsingeniører i Sovjetunionen i december 1954 til "Alunionskonference i Byggebranchen" og lod bekendtgøre offentligt destaliniseringen af byggekulturen og afskaffelsen af "konservatismen i arkitekturen". Under mottoet "bedre, billigere og hurtigere byggeri" fulgte drastiske ændringer i boligkonceptet. Med den nye byggestil opstod det karakteristiske bybillede af Chișinău med mange store "Chruschtschowki" (russisk: хрущёвки; boligblokke), anordnet i stil med "Chruschtschoby" (russisk: хрущобы; betonbyggeri). Omkring den egentlige bymidte opstod nye sovebyer, som udover detailhandel og skoler kun besad begrænset infrastruktur.

## Kommune
Moldova er administrativt inddelt i 32 distrikter, 2 regioner og 3 kommuner, hvoraf Chișinău er en. Udover byen selv består kommunen af 34 mindre byer og er inddelt i fem sektorer, som hver især indeholder en del af byen selv samt flere mindre byer. Kommunen vælger selv en borgmester og et lokalråd, som så udvælger fem pretorer, en for hver sektor. De fem sektorer er:
- Botanica
- Buiucani
- Centru
- Ciocana
- Râșcani

## Økonomi
Chișinău er den mest økonomisk udviklede og industrialiserede by i Moldova. Chișinău er et stort industri- og servicecentrum; dets hovedindustri fremstiller forbrugs- og elektricitetsprodukter, byggematerialer, maskineri, plastik, gummi og tekstiler. Serviceerhvervene er primært banker og shopping.
Chișinăus økonomi er primært centreret omkring industri og service, hvoraf servicesektoren er steget i vigtighed de sidste ti år.

## Venskabsbyer
Chișinău har indgået partnerskaber med følgende byer:
- Alba Iulia (2011)
- Ankara (2004)
- Borlänge (2009)
- Bukarest (1999)
- Tjernivtsi (2014)
- Grenoble (1977)
- Iași (2008)
- Kyiv (1999)
- Mannheim (1989)
- Minsk (2000)
- Odessa (1994)
- Reggio nell'Emilia (1989)
- Sacramento (1990)
- Suceava (2021)
- Tbilisi (2011)
- Tel Aviv (2000)
- Jerevan (2000)